# Tanya Chisholm
Tanya Chisholm, född 1 juli 1983, är en amerikansk skådespelerska och dansös. Hon har bland annat spelat rollen som Kelly Wainwright i Big Time Rush.

## FILM
- Saved by the Bell: The Movie
- Big Time Movie
- Legally Blondes
- Fired Up!
- High School Musical 2

## TV
- The Josh Moore Show
- Rizzoli & Isles
- Figure It Out
- Big Time Rush
- Cory i Vita huset
- Cold Case
- Ghost Whisperer
- Veronica Mars